# Georg Jalkowski
Georg Jalkowski (ur. 18 stycznia 1852 w Grudziądzu, zm. 1 stycznia 1902 tamże) – księgarz, drukarz i wydawca.
W latach 80. XIX wieku założył w Grudziądzu, przy dzisiejszej ul. A. Mickiewicza, polsko-niemiecką księgarnię, a następnie Wydawnictwo Dzieł Katolickich oraz drukarnię. Wydawał w dużych nakładach książki o tematyce religijnej, kalendarze (np. od 1893 kalendarz Nadwiślanin) i tzw. "literaturę dla ludu" (seria Biblioteki Ludowej).
Jego grób znajduje się na cmentarzu przy ul. Cmentarnej w Grudziądzu.